# Альбуловые
Альбу́ловые или альбулевые (лат. Albulidae) — семейство морских лучепёрых рыб монотипического отряда альбулообразных (Albuliformes). Выделяют два подсемейства и 13 видов.
Альбуловые имеют цилиндрическое тело с заострённой конической головой и вильчатым хвостовым плавником. Тело покрыто довольно мелкой чешуёй. Голова голая, с выступающим коническим рылом и нижним ртом. Спина тёмная, зеленоватая, бока и брюхо серебристо-белые, с продольными тёмными полосками. Имеется боковая линия. Зубы на челюстях и нёбе мелкие, щетинковидные. В сердце имеется артериальный конус с двумя рядами клапанов.
Альбуловые живут вблизи берегов, входят в заливы и эстуарии, держатся стайками на илистом и песчаном грунте. Питаются червями, моллюсками, крабами, доставая их из почвы с помощью конического рыла.
Нерест и икринки их не изучены. Альбуловые проходят в развитии своеобразную предличиночную стадию, для которой характерны длинные, торчащие вперёд зубы, и личиночную стадию — лептоцефала, напоминающий по форме сжатый с боков удлинённый ивовый лист. Личиночная стадия этого типа особенно характерна, кроме альбуловых, для всех угреобразных рыб, которые, однако, отличаются строением хвостового плавника. У альбуловых личиночный метаморфоз выражен особенно сильно. Личинки лептоцефалы достигают длины 8—9 см, затем их длина начинает уменьшаться, тело укорачивается и утолщается, теряя прозрачность и принимая более близкую к взрослым форму маленькой рыбки. Длина тела уменьшается втрое, и уже с этого момента начинается второй период роста мальков, заканчивающийся по достижении половой зрелости и взрослого состояния.

## Классификация
- Подсемейство Albulinae, род Альбула (Albula)

Космополит, распространён во всех тропических и субтропических морях. Достигают длины 90—100 см и веса 8,3 кг (обычно до 77 см и 6 кг). Объект коммерческого лова. В роде 11 видов:
- Albula argentea (J. R. Forster, 1801)
- Albula esuncula (Garman, 1899)
- Albula forsteri Valenciennes, 1847
- Albula gilberti Pfeiler, van der Heiden, Ruboyianes & Watts, 2011
- Albula glossodonta (Forsskål, 1775)
- Albula koreana H. J. Kwun & J. K. Kim, 2011
- Albula nemoptera (Fowler, 1911)
- Albula neoguinaica Valenciennes, 1847
- Albula oligolepis Hidaka, Iwatsuki & J. E. Randall, 2008
- Albula virgata D. S. Jordan & E. K. Jordan, 1922
- Albula vulpes (Linnaeus, 1758) — Альбула, или белая лисица

- Подсемейство Pterothrissinae
  - Род Pterothrissus — Гису, или птеротриссы

Похожи на альбулу, за исключением того, что распространены в более глубоких водах. В роде 2 вида:
- Pterothrissus belloci Cadenat, 1937 — Белоция, или африканская гису, или африканская птеротрисса
- Pterothrissus gissu Hilgendorf, 1877 — Японская гису, или японская птеротрисса

- Род Nemoossis Hidaka, Tsukamoto & Iwatsuki 2016